# Santa María de los Ángeles (título cardenalicio)
Santa María de los Ángeles, también conocida como Santa María de los Ángeles in Thermis, es un título cardenalicio de la Iglesia Católica. Fue instituido por el papa Pío IV en 1565.

## Titulares
- Giovanni Antonio Serbelloni (15 maggio 1565 - 9 giugno 1570)
- Prospero Santacroce (12 aprile 1570 - 5 maggio 1574)
- Giovanni Francesco Commendone (5 de julio de 1574 - 9 de enero de 1584)
- Simeone Tagliavia d'Aragona (20 de mayo de 1585 - 9 de diciembre de 1592)
- Federico Borromeo (25 de octubre de 1593 - 21 de septiembre de 1631)
- Ernest Adalbert von Harrach (7 de junio de 1632 - 13 de julio de 1644)
- Marzio Ginetti (17 de octubre de 1644 - 19 de febrero de 1646)
- Niccolò Albergati-Ludovisi (25 de junio de 1646 - 11 de octubre de 1666)
- Virginio Orsini, O.S.Io.Hieros. (11 de octubre de 1666 - 14 de noviembre de 1667)
- Antonio Bichi (14 de noviembre de 1667 - 3 de marzo de 1687)
- Raimondo Capizucchi, O.P. (3 de marzo de 1687 - 22 de abril de 1691)
- Étienne Le Camus (8 de agosto de 1691 - 12 settembre 1707)
- Giuseppe Vallemani (28 de noviembre de 1707 - 15 de diciembre de 1725)
- Melchior de Polignac (19 de diciembre de 1725 - 20 de noviembre de 1741)
- Camillo Cybo (20 de diciembre de 1741 - 12 gennaio 1743)
- Giovanni Battista Spinola (23 settembre 1743 - 15 de noviembre de 1751)
- Girolamo de Bardi (28 maggio 1753 - 11 de marzo de 1761)
- Filippo Acciajuoli (6 aprile 1761 - 24 luglio 1766)
- Giovanni Ottavio Bufalini (6 de agosto de 1766 - 3 de agosto de 1782)
- Guglielmo Pallotta (23 de septiembre de 1782 - 21 de septiembre de 1795)
- Ignazio Busca (18 de diciembre de 1795 - 12 de agosto de 1803)
- Filippo Casoni (26 de marzo de 1804 - 9 de octubre de 1811)
- Vacante (1811 - 1816)
- Giuseppe Morozzo Della Rocca (29 de abril de 1816 - 22 de marzo de 1842)
- Mario Mattei (22 de julio de 1842 - 17 de junio de 1844)
- Domenico Carafa della Spina di Traetto (25 luglio 1844 - 12 maggio 1879)
- Lajos Haynald (22 settembre 1879 - 4 luglio 1891)
- Anton Joszef Gruscha (17 de diciembre de 1891 - 5 de agosto de 1911)
- Gennaro Granito Pignatelli di Belmonte (30 de noviembre de 1911 - 6 de diciembre de 1915)
- Alfonso Maria Mistrangelo, Sch.P. (9 de diciembre de 1915 - 7 de noviembre de 1930)
- Jean-Marie-Rodrigue Villeneuve, O.M.I. (16 de marzo de 1933 - 17 gennaio 1947)
- Vacante (1947 - 1953)
- Paul-Émile Léger, P.S.S. (15 gennaio 1953 - 13 de noviembre de 1991)
- William Henry Keeler (26 de noviembre de 1994 - 23 de marzo de 2017)
- Anders Arborelius, O.C.D. (28 de junio de 2017)